# Tomáš Přidal
Tomáš Přidal (ur. 1968) – czeski prozaik, poeta, typograf, ilustrator i muzyk.
Autor tekstów piosenek, grafik, obrazów, rysunków i miniinstalacji. Po polsku ukazała się Kokosowa małpa (2008) – zbiór krótkich groteskowych historyjek, które można by nazwać „jednominutowymi powieściami”, opatrzonymi rysunkami autora. Jego wiersze znalazły się także w Antologii młodszej poezji czeskiej ostatnich lat (2005).